# Castle Hedingham
Castle Hedingham – wieś w Anglii, w hrabstwie Essex, w dystrykcie Braintree. Leży 30 km na północ od miasta Chelmsford i 74 km na północny wschód od Londynu. Miejscowość liczy 1000 mieszkańców.

## Historia
Miejscowość powstała wokół zamku Hedingham zbudowanego w połowie XII wieku przez Aubreya de Vere, lennika Wilhelma Zdobywcy.